# Léon Israël
Léon Israël aussi appelé docteur Israël, né le 13 janvier 1906 à Kœnigsmacker et mort assassiné par la Milice de Lyon le 27 avril 1944 à Mâcon est un médecin, résistant et Juif français. Avant la Seconde Guerre mondiale, il poursuit des études à la faculté de médecine de Strasbourg et devient rapidement un médecin respecté, collaborant notamment avec Max Aron.
Originaire de Moselle, il rejoint sa famille à Mâcon en 1941 après que ces derniers s'y sont réfugiés. Là, il aide les résistants de la ville et des environs en les soignant clandestinement. Il donne aussi des soins aux indigents de la région et est pour cela apprécié de la population de Mâcon.
Alors qu'il se rend chez son beau-frère et sa sœur, il est fusillé devant eux et sa nièce par la Milice française, face à l'actuel 116 rue du 28 juin 1944 à Mâcon. Après son assassinat, la famille Israël est cachée par la famille Blanvillain, qui reçoit le titre de Juste parmi les Nations en 2005.

## Biographie

### Naissance et jeunesse
Léon Israël naît le 13 janvier 1906 à Kœnigsmacker, en Alsace-Lorraine alors dans l’Empire allemand. Son père se nomme Isaac Israël et est négociant. Sa famille possède un commerce de bestiaux. Le 7 décembre 1927, il tient un duo comique à Wolfisheim lors d'un bal organisé par la communauté juive pour fêter le mariage du fils du rabbin de Dijon avec une jeune femme de la communauté juive de Wolfisheim.
Il assiste à l'enterrement de Rosa Israël, une membre de sa famille, le 20 mai 1932 et à celui de Mme Abraham Cahen aussi, en 1930. En 1929, il tente le concours pour devenir interne à l'hôpital de Strasbourg et est pris,. Parallèlement, il poursuit sa thèse intitulée Les hémopathies benzoliques et l'obtient avec mention très honorable et les félicitations du jury en 1934. Il dirige une clinique à Strasbourg rapidement. En 1934, il est récompensé par le Prix de l'amicale des Etudiants et anciens Etudiants de la Faculté de Médecine (de Strasbourg) et publie de nombreux articles scientifiques à partir de 1934-1935. Il collabore aussi avec Max Aron. Après ses études de médecine, il reçoit ses patients à Metz,,,, au 42 rue Serpenoise. Il rejoint la société scientifique de Lorraine en 1937,. 

### Arrivée à Mâcon
Il reste célibataire et exerce la médecine jusqu'à l'Occupation de la France, lorsque son frère Joseph, sa belle-sœur Annette et leurs enfants décident de fuir la Moselle et leur commune de Yutz pour se réfugier en Zone libre, Le docteur Israël les suit en 1941 et les rejoint à Mâcon, où ils sont installés et cachés par la résistance locale, notamment par Léon-Albert et Renée Blanvillain, des quincailliers mâconnais.

### Résistance

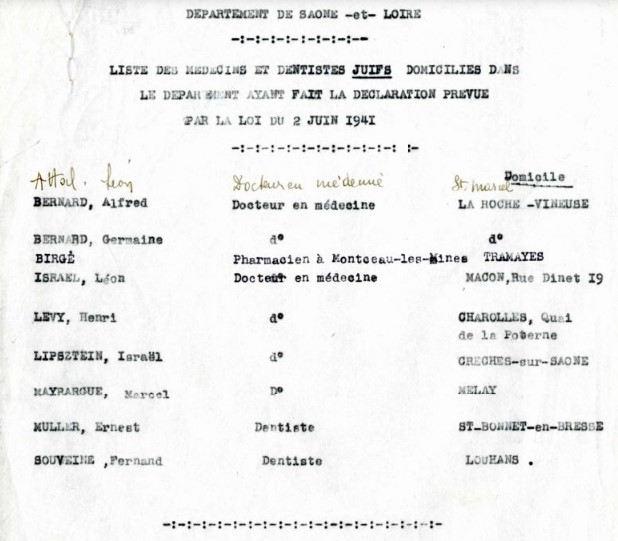
Fiche de renseignements de la préfecture collaborationniste de Saône et Loire comportant le nom du docteur Israël (1941/1942)

Tout en étant relativement protégé par la résistance, Léon Israël entreprend de soigner clandestinement les résistants des environs et fait des tournées dans la ville pour aider les indigents. Cependant, à partir de 1942 et l'Opération Anton, qui se clôt par l'annexion du régime de Vichy par l'Allemagne nazie, la chasse aux juifs, déjà importante, s'accroît encore davantage, ce qui force les Israël à se cacher,. Léon continue de visiter sa famille à Mâcon mais il est hébergé à Beaujeu par la famille Rochard, qui y possède des vignes. 
Il figure sur une liste préfectorale recensant les médecins juifs du département ; son adresse indiquée est 19 rue Dinet à Mâcon.

### Assassinat

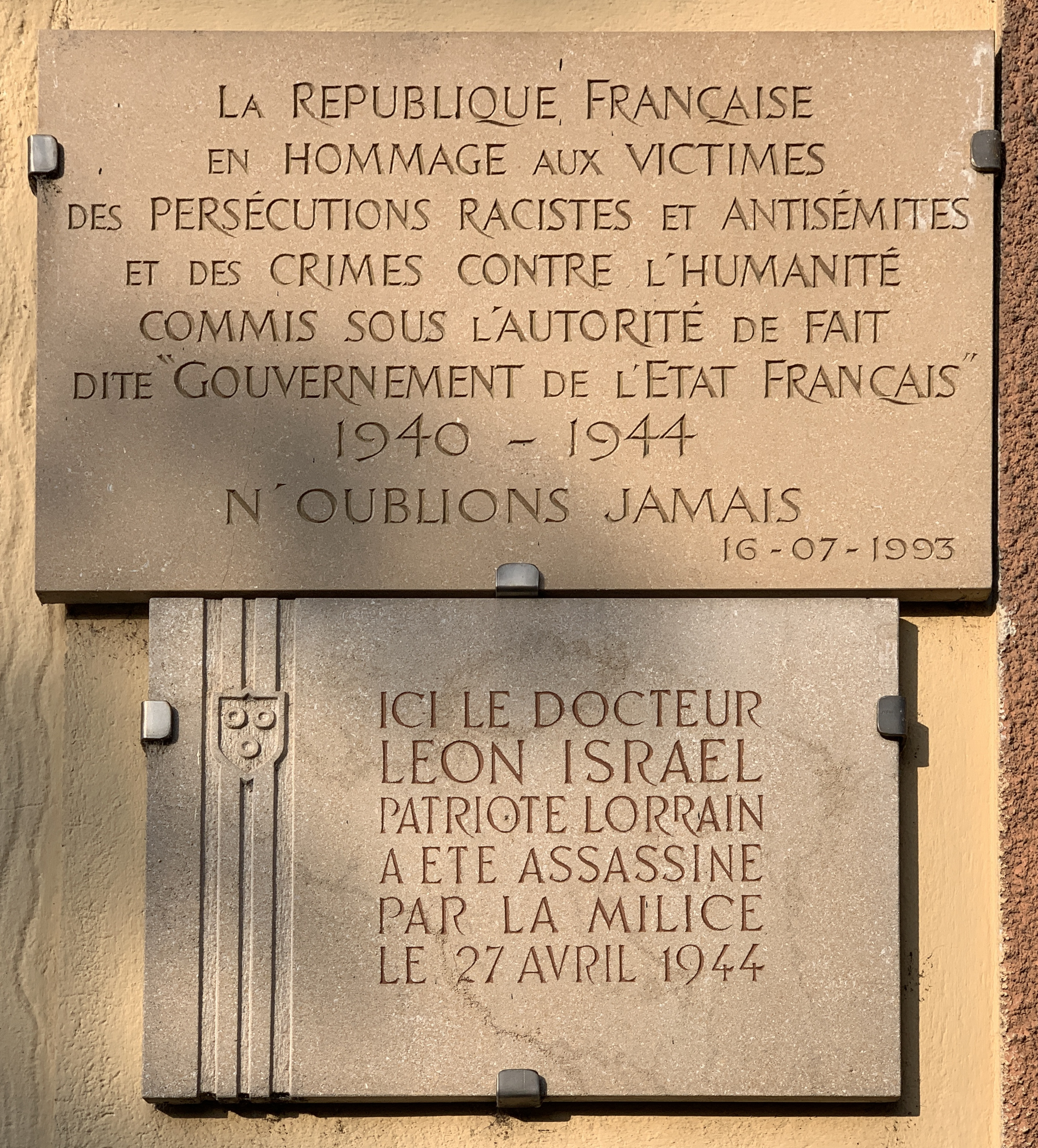
Plaques commémoratives au 116 de la rue du 28 juin 1944 à Mâcon, sur le lieu de l'assassinat du docteur Israël.

Des résistants attaquent un groupe de miliciens le 25 avril 1944. En représailles, le 27 avril 1944, alors que Léon rend visite discrètement à sa famille dans l'actuelle rue du 28 juin 1944, il est arrêté dans la rue par un groupe de miliciens composé entre autres d'André Dumont et de Henri Fournier venus de Lyon. Le docteur Israël est fusillé aussitôt, ; son frère Joseph, sa belle-sœur Annette et sa nièce, Monique, qui n'a alors que 5 ans, assistent à son exécution qui se déroule de manière sommaire dans les environs de leur maison. Lors de ses funérailles, la population mâconnaise se mobilise et plus d'un millier de personnes y assistent, alors que la ville est toujours sous occupation,.
Après l'assassinat, la famille Blanvillain décide de dissimuler et d'exfiltrer les Israël de Mâcon à Sancé jusqu'à la Libération, quand ils retournent vivre en Lorraine.

## Mémoire
Leurs familles restent proches. Claude Blanvillain, qui accueille Monique Israël dans sa chambre meurt le 21 août 2017 à l'âge de 83 ans, Monique Israël, quant à elle, meurt le 14 janvier 2023.
En reconnaissance de leurs actions, Léon-Albert et Renée Blanvillain reçoivent le titre de Justes parmi les nations en 2005, Renée Blanvillain reçoit le titre en mains propres à l'âge de 94 ans,,, son époux Léon-Albert est mort depuis 1991.
Un hommage mâconnais est organisé tous les ans devant la plaque commémorative le 17 avril, jour de la rafle du Vel d'Hiv,,. En 2023, l'hommage a bien lieu ; l'église protestante de Mâcon dépose une gerbe, tout comme le maire de Mâcon et le préfet de Saône et Loire,.

## Ouvrages

### Publications scientifiques
- Thèse intitulée Les hémopathies benzoliques, 1934
- Tests histologiques de l'hyperfonctionnement préhypophysaire chez certains obèses, Bull. et mém. de la Soc. méd. des hôpitaux de Paris, 25 octobre 1935 (avec Max Aron et A. Jacob)
- Deux cas d'urticaire rebelle. Traitement par les scarifications épidermiques à l'histamine. Soc. de Méd. du Bas-Rhin, 21 décembre 1935 (avec M. Jacob et A. Meyer)
- Considérations sur la genèse de l'hyperchlorhydrie, son traitement par l'association médicamenteuse de pantopon, de papavérine et d'atrinal, Nutrition, 1936 (avec M. Schwartz, MM. Merklen et M. Jacob)
- A propos d'un cas de thrombose de la veine cave inférieure. Throbophlébites simulant les embolies artérielles et gangrènes d'origine veineuse, avec M. Fontaine et Sousa Pereira), 1936
- Suites postopératoires. Sang. Sécrétion gastrique. Soc. de Méd. du Bas-Rhin, avril 1936 (avec M. Froehlich)
- Paralysies faciales au cours d'une néphrite chronique, Bull. et mém. de la Soc. méd. des hôpitaux de Paris, 19 juin 1936
- Le sang chez les anciens gastrectomisés, Presse médicale, 1er juillet 1936 (Avec F. Froehlich)